# Taransay
Taransay (Schots-Gaelisch: Tarasaigh) is een eiland in de Buiten-Hebriden.
Taransay is ongeveer veertien vierkante kilometer groot en ligt zo'n twee kilometer ten westen van Harris, waarvan het gescheiden wordt door een zeestraat, de Caolas Tharasaigh. Het eiland bestaat uit een groter, heuvelachtig oostelijk gedeelte, en een kleiner, vlakker gedeelte in het zuidwesten, die met elkaar verbonden worden door een landengte, waardoor het eiland enigszins de vorm van een knook heeft. Het lagere gedeelte heet Àird Mhanais.
Het eiland ligt vóór het strand van Losgaintir en heeft sinds enkele jaren weer een nederzetting, Pabail. Het hoogste punt is de Beinn Rà, die 267 meter telt. De Cleit Mòr en de Beinn na h-Uidhe meten respectievelijk 141 en 137 meter. Aan de zuidwesttip van Àird Mhanais ligt de Buaileabhal, met 99 meter. Aan weerszijden van de landengte ligt een strand; het zuidelijke ligt aan het kleine Loch na h-Uidhe, het noordelijke heet Tràigh a' Siar („weststrand“) en is kiezelachtig. In het zuidoosten, aan de kust van Pabail, ligt nog een ander strandje, en noordoostelijk daarvan nog een rond de kaap Corran Rà. Er zijn een aantal meertjes, waaronder Loch Sionadail, Loch Cromlach, Loch na Gaoithe en Loch an Dùin, waarin de restanten van een oude toren staan. Al deze lochs liggen op hetzelfde riviertje. Loch Starabhaigh ligt op Àird Mhanais; dit stroompje mondt uit in de inham Gasaidh-Geòdha. Op een paar honderd meter vóór de westkust van het hoofdgedeelte liggen enkele rotsen in zee, waaronder de Sgeir Liath of „donkerblauwe rots“.
In 2000 werd, bij wijze van experiment, een aantal vrijwilligers op Taransay gedropt, met de bedoeling te onderzoeken hoe zij erin zouden slagen te overleven. De lotgevallen van deze mensen werden op de BBC uitgezonden in het programma Castaway; een van hen werd met een zware pneumonie geëvacueerd. Sindsdien geniet het eiland een zekere bekendheid; er bevinden zich in Pabail negen huisjes die aan vakantiegangers worden verhuurd. Aangezien er geen reguliere bootverbindingen naar Taransay zijn, en Taransay geen enkele stedelijke faciliteit kent, is wie er verblijft volledig op zichzelf aangewezen. Naast deze zeer bescheiden vorm van toerisme doet het eiland van oudsher dienst als graasgrond voor schapen.